# Ференцик Вадим Вікторович
Вадим Вікторович Ференцик (нар. 18 липня 2001) — український футболіст, півзахисник «Ужгорода».

## Життєпис
Футболом розпочав займатися в Києві. Виступав за столичні «Добро» та «Динамо-2». З 2014 по 2016 рік грав за «Олімпійський коледж імені Івана Піддубного» в ДЮФЛУ, а з 2016 по 2018 рік виступав за СДЮШОР «Ужгород» у вище вказаному турнірі, окрім цього у 2018 році грав за ужгородців у юнацьких змаганнях Закарпатської області.
Дорослу футбольну кар'єру розпочав у серпні 2018 року в складі «Ужгорода», який виступав в аматорському чемпіонаті України. На професіональному рівні дебютував за «Ужгород» 16 серпня 2019 року в нічийному (0:0) домашньому поєдинку 4-го туру групи «А» Другої ліги України проти хмельницького «Поділля». Вадим вийшов на поле на 85-ій хвилині, замінивши Артема Корольчука. Першим голом у професіональному футболі відзначився 31 серпня 2019 року на 65-ій хвилині переможного (2:1) домашнього поєдинку 6-го туру групи «А» Другої ліги проти борщагівської «Чайки». Ференцик вийшов на поле в стартовому складі та відіграв увесь матч. У Першій лізі України дебютував 24 липня 2020 року в програному (0:6) домашньому поєдинку 1-го туру проти франківського «Прикарпаття». Вадим вийшов на поле в стартовому складі, а на 46-ій хвилині його замінив Вадим Мердєєв.